# (I Never Promised You A) Rose Garden
(I Never Promised You A) Rose Garden (englisch für „Ich habe dir nie einen Rosengarten versprochen“) ist ein Country-Song des US-amerikanischen Sängers Billy Joe Royal, der 1967 erschien. Geschrieben wurde er von Joe South, der das Stück im Folgejahr ebenfalls veröffentlichte. Die Version von Lynn Anderson mit dem Titel Rose Garden aus dem Jahr 1970 wurde ein weltweiter Charthit.

## Entstehung und Veröffentlichung
Geschrieben und produziert wurde das Lied vom US-amerikanischen Sänger und Texter Joe South. Die Erstveröffentlichung erfolgte im November 1967 bei Columbia Records als Teil von Royals viertem Studioalbum Featuring Hush (Katalognummer: CS 9581). Der Autor South nahm das Lied selbst im Folgejahr auf und veröffentlichte es als Rose Garden auf seinem Debütalbum Introspect bei Capitol Records (Katalognummer: E-ST 108). Im Dezember 1970 erschien es zudem als Singleauskopplung mit der B-Seite Mirror of Your Mind (Katalognummer: Capitol 3008).

## Inhalt
South wollte mit dem Text ausdrücken, dass in seiner Beziehung nicht alles perfekt sei, man aber das Gute darin sehen und mit den schlechteren Aspekten leichter zurechtkommen sollte.
Der Liedtitel selbst ist in der englischen Sprache ein geflügeltes Wort, das auf den 1964 von Joanne Greenberg veröffentlichten und 1977 verfilmten Roman I Never Promised You a Rose Garden zurückgeht.

## Coverversionen

### Lynn Anderson
1970 nahm die US-amerikanische Sängerin Lynn Anderson eine Coverversion von I Never Promised You a Rose Garden mit der Titelbezeichnung Rose Garden auf. Aufgenommen wurde diese Version unter der Produktion von Andersons Ehemann Glenn Sutton. Bei Columbia Records sei man zunächst nicht darüber erfreut gewesen, Souths Komposition einspielen zu sollen, da der Text laut dem Label durch Zeilen wie „I could promise you things like big diamond rings“ deutlich auf einen männlichen Ich-Erzähler hinweist und dies ließe nicht zu, dass eine Frau das Lied glaubwürdig interpretieren könne. Anderson bestand jedoch darauf, das Lied aufzunehmen. Letztendlich wurde das Stück aufgenommen, weil am Ende einer Session Zeit übrig geblieben war und man diese nutzen wollte.
Andersons Version wurde im Oktober 1970 ebenfalls bei Columbia Records als Single mit der B-Seite Nothing Between Us unter der Katalognummer 4-45252 veröffentlicht. Im Folgejahr erschienen weltweit weitere verschiedene Singleausführungen, die sich durch die Auswahl der B-Seiten unterscheiden. Im Dezember 1970 erschien das Lied zudem als Teil von Andersons gleichnamigem zehnten Studioalbum (Katalognummer: Columbia AL 30 411). 1971 gewann sie den Grammy Award in der Kategorie „Beste weibliche Gesangsdarbietung – Country“.

#### Chartplatzierungen
Rose Garden avancierte zum Nummer-eins-Hit in Australien, Belgien-Flandern, Deutschland, Norwegen, der Schweiz sowie den US-amerikanischen Countrycharts. Darüber hinaus erreichte es Top-10-Platzierungen in Belgien-Wallonien und den Niederlanden (je Rang 2), den US-amerikanischen Singlecharts und dem Vereinigten Königreich (je Rang 3) sowie in Österreich (Rang 4).
| ChartsChartplatzierungen       | Höchstplatzierung | Wochen/ Monate |
| ------------------------------ | ----------------- | -------------- |
| Deutschland (GfK)              | 1 (6,5 Mt.)       | 6,5 Mt.        |
| Österreich (Ö3)                | 4 (1 Mt.)         | 1 Mt.          |
| Schweiz (IFPI)                 | 1 (16 Wo.)        | 16 Wo.         |
| Vereinigte Staaten (Billboard) | 3 (17 Wo.)        | 17 Wo.         |
| Vereinigtes Königreich (OCC)   | 3 (20 Wo.)        | 20 Wo.         |

| ChartsJahrescharts (1971)      | Platzierung |
| ------------------------------ | ----------- |
| Deutschland (GfK)              | 8           |
| Schweiz (IFPI)                 | 3           |
| Vereinigte Staaten (Billboard) | 41          |

#### Auszeichnungen für Musikverkäufe
| Land/Region                  | Auszeichnungen für Musikverkäufe (Land/Region, Auszeichnung, Verkäufe) | Verkäufe  |
| ---------------------------- | ---------------------------------------------------------------------- | --------- |
| Vereinigte Staaten (RIAA)    | Gold                                                                   | 1.000.000 |
| Vereinigtes Königreich (BPI) | Silber                                                                 | 200.000   |
| Insgesamt                    | 1× Silber · 1× Gold ·                                                  | 1.200.000 |

### Siw Malmkvist
1971 nahm die schwedische Schlagersängerin Siw Malmkvist eine deutschsprachige Adaption mit dem Titel Liebe wie im Rosengarten auf. Der deutschsprachige Text stammt von Kurt Hertha, und Günter Henne war für die Produktion verantwortlich.
Die Erstveröffentlichung von Liebe wie im Rosengarten erfolgte als Single im März 1971 bei Metronome Records mit der B-Seite Die Sonne scheint für jeden (Katalognummer: M 25 300). Malmkvists Interpretation konnte sich eine Woche in den deutschen Singlecharts platzieren und erreichte im April 1971 Rang 47.

### Weitere Coverversionen
Später wurde der Song von weiteren Künstlern gecovert, unter anderem von Glen Campbell, Martina McBride, Dottie West und Audrey Landers. 1988 sampelte das kanadische Duo Kon Kan Andersons Aufnahme für ihre Single I Beg Your Pardon.